# 格日僧苏木
格日僧苏木是中华人民共和国内蒙古自治区赤峰市翁牛特旗下辖的一个苏木。
2012年1月20日，内蒙古自治区人民政府批复同意从海拉苏镇划出部分区域，设置格日僧苏木，辖呼鲁斯太、赛罕塔拉、太本艾勒、阿日、布日敦、乌日根塔拉、固日班毛都、哈日毛都、奈林塔拉、道仓毛都、恩格尔、敦吉艾勒、额仁茫和13个嘎查，驻赛罕塔拉。

## 行政区划
格日僧苏木下辖以下村级行政区划单位：
呼鲁斯太嘎查、布日敦嘎查、奈林他拉嘎查、道老毛都嘎查、赛罕塔拉嘎查、固日班毛都嘎查、乌日根塔拉嘎查、太本艾勒嘎查、哈日毛都嘎查、阿日嘎查、恩格尔嘎查、敦吉艾勒嘎查和额仁茫嘎查。